# Pas de Trescazes
El Pas de Trescazes és una collada que es troba en límit dels termes municipals de la Vall de Boí i de Vilaller, a l'Alta Ribagorça; situada en el límit del Parc Nacional d'Aigüestortes i Estany de Sant Maurici i la seva zona perifèrica.
El coll està situat a 2.908 metres d'altitud, en la cresta del Massís del Besiberri, entre el Besiberri Sud (S) i el Besiberri del Mig (N), comunica l'occidental Vall de Besiberri amb l'oriental Capçalera de Caldes.
El 20 de juny de 1905, Pau Peyta i Celestin Passet realitzaven la primera ascensió al Besiberri Sud. Els acompanyava el guia Trescazes, el qual va romandre en una bretxa que hi ha a la cresta al nord del cim. Ells, un cop fet el cim, baixaren a la vall de Besiberri pel coll d'Abellers, que ara és la via normal. Trescazes, en canvi, va baixar directament a la vall des de la bretxa, convertint-se en el primer a creuar d'una vall a l'altra sense passar pel coll d'Abellers. Recordant aquesta gesta, la bretxa porta el seu nom.

## Rutes
El coll és el punt més habitual per iniciar l'ascens al Besiberri del Mig. Dues són les rutes per arribar a la collada:
- des del Pletiu de Riumalo, pel Barranc de Malavesina i l'Estany de Malavesina.
- des del Pletiu de Riumalo, pel Barranc de Malavesina, l'Estany de Malavesina i la Bretxa Peyta.